# Eliza von Wattenwyl-de Portes
Elisabeth Madeleine Sophie Louise «Eliza» von Wattenwyl-de Portes (* 14. Oktober 1812 in Genf; † 18. Februar 1914 in Bern) war eine Schweizer Frauenrechtlerin.

## Leben
Eliza de Portes wurde als Tochter des Grafen und Obersten Guillaume de Portes und der Sophie Rilliet geboren. 1838 heiratete sie Bernhard Friedrich von Wattenwyl. Die aus einer Patrizierfamilie stammende Eliza von Wattenwyl-de Portes wandte sich früh der Erweckungsbewegung zu. Mit ihrem Gatten gründete sie die Église évangélique libre de Genève. Ab 1851 lebte sie in Bern, wo sie sich der Missionsarbeit widmete und Bibelgruppen für Arbeiterfrauen betreute. Die Bekanntschaft mit Josephine Butler führte von Wattenwyl-de Portes zur Sittlichkeitsbewegung. 1886 gründete sie den Schweizerischen Verein der Freundinnen junger Mädchen, den sie bis 1891 präsidierte. Sie beteiligte sich auch am Aufbau von Rettungsheimen für junge Frauen.